# Бенуа, Джоан
Джоан Бенуа Самуэльсон (англ. Joan Benoit Samuelson, род. 16 мая 1957 года) — американская бегунья на длинные дистанции, которая специализировалась в марафоне. Победительница олимпийского марафона 1984 года (первого в истории для женщин) с результатом 2:24.52. Экс-рекордсменка мира в полумарафоне и марафоне. Шестикратная победительница 7-мильного пробега Falmouth Road Race.
Личный рекорд в марафоне — 2 часа, 21 минута и 21 секунда (20 октября 1985 года, Чикаго).
В 2013 году на Нью-Йоркском марафоне в возрасте 56 лет показала результат 2 часа, 57 минут и 13 секунд.
Является основательницей пробега Beach to Beacon 10K.

## Достижения
- Победительница Бостонского марафона 1979 года — 2:35.15
- 3-е место на Бостонском марафоне 1981 года — 2:30.17
- Победительница Бостонского марафона 1983 года — 2:22.43
- Победительница Чикагского марафона 1985 года — 2:21.21
- 3-е место на Нью-Йоркском марафоне 1988 года — 2:32.40